# Sender Gufuskálar
Der Sender Gufuskálar (auch Sender Hellissandur) ist eine stillgelegte Langwellensendeanlage in Island. Der Sendemast dieser Sendeanlage ist mit etwa 412 Metern Höhe das höchste Bauwerk Westeuropas und das höchste Bauwerk Islands.
Die Sendeanlage befindet sich in der Nähe der isländischen Ortschaft Hellissandur in der Gemeinde Snæfellsbær, auf der Halbinsel Snæfellsnes im Westen der Insel. Die Gebäude um die Sendeanlage sind elektromagnetisch geschirmt, da von einer gesundheitlichen Beeinträchtigung der Angestellten bei der hohen Sendeleistung der Anlage ausgegangen wurde.
Der gegen Erde isolierte Sendemast der Sendeanlage für Langwelle wurde 1963 für das auf der Frequenz 100 kHz betriebene Funknavigationssystem LORAN-C errichtet. Am 31. Dezember 1994 wurde die nordatlantische LORAN-C-Kette (GRD 7970), zu der der Sender Gufuskálar gehörte, überflüssig und abgeschaltet.
Der Sender Gufuskálar wurde daraufhin vom isländischen Rundfunk Ríkisútvarpið übernommen und diente seitdem zur Verbreitung beider Radioprogramme im Timesharing im Langwellenbereich auf der Frequenz 189 kHz mit einer Sendeleistung von 100 Kilowatt (zuvor 300 Kilowatt). Die Sendungen konnten bei ungestörten winterlichen Ausbreitungsbedingungen auch in der Nordhälfte Deutschlands empfangen werden.

## Abschaltung und Stilllegung des Senders
Am 27. Februar 2023 schaltete Ríkisútvarpið den zweiten Langwellensender Eiðar im Osten des Landes ab und gab an, den Sender Gufuskálar im Jahr 2024 ebenso abschalten zu wollen. Am 5. September 2024 fiel der Sender aufgrund eines technischen Fehlers aus; auf eine Behebung des Fehlers wurde angesichts der ohnehin zum Jahresende geplanten Abschaltung verzichtet und am 17. Oktober 2024 die endgültige Schließung verkündet. Als Grund wurde der fortschreitende Ausbau des UKW-Netzes in den ländlichen Gebieten Islands genannt.